# Эйома, Тимоти
Ти́моти Джо́эл Эйо́ма (англ. Timothy Joel Eyoma; родился 29 января 2000, Лондон) — английский футболист, защитник клуба «Линкольн Сити».

## Клубная карьера
Воспитанник футбольной академии лондонского клуба «Тоттенхэм Хотспур». В сезоне 2017/18 выступал за команды «Тоттенхэма» до 18, до 19 и до 23 лет в домашних турнирах и в Юношеской лиге УЕФА. Летом 2018 года отправился вместе с командой в предсезонное турне по США. 29 августа 2018 года подписал трёхлетний контракт с клубом. 4 января 2019 года дебютировал в основном составе «шпор» в матче Кубка Англии против «Транмир Роверс».
11 августа 2020 года отправился в сезонную аренду в клуб Лиги 1 «Линкольн Сити».

## Карьера в сборной
27 октября 2015 года дебютировал в составе национальной сборной Англии до 16 лет в матче против сверстников из Японии.
25 августа 2016 года дебютировал в составе сборной Англии до 17 лет в матче против бельгийцев. В 2017 году в составе сборной принял участие в чемпионате Европы (дошёл до финала) и чемпионате мира (стал чемпионом).
5 сентября 2018 года дебютировал в составе сборной Англии до 19 лет в матче против сборной Нидерландов.

## Достижения
Сборная Англии (до 17 лет)
- Победитель чемпионата мира (до 17 лет): 2017